# Gehnäll Persson
Gehnäll Persson (Steneby, 21 de agosto de 1910 - Köping, 16 de julho de 1976) foi um adestrador sueco, bicampeão olímpico. 

## Carreira
Gehnäll Persson representou seu país nos Jogos Olímpicos de 1948, 1952 e 1956, na qual conquistou a medalha de ouro no adestramento por equipes em 1952 e 1956. Em 1948 ele foi desclassificado